# Kurk (materiaal)
Kurk is een licht, elastisch materiaal, dat wordt gemaakt van de schors van de kurkeik (Quercus suber).

## Productie van kurk
Er is wereldwijd ongeveer 2.200.000 hectare kurkbos (33% in Portugal en 23% in Spanje). Jaarlijkse productie is ongeveer 340.000 ton.
Kurk wordt gewonnen uit de schors van de kurkeik (Quercus suber) in Portugal en de landen rond de Middellandse Zee (Portugal 51%, Spanje 26%, Italië 7%, Marokko 6%, Algerije 4%).
Vanaf het moment dat de kurkeik ongeveer 25 jaar oud is wordt de schors iedere 9 jaar geschild. De bomen leven ongeveer 200 jaar. De eerste 2 oogsten produceren mindere kwaliteit. Vervolgens wordt de schors geschild en verwerkt tot producten van kurk. Na het schillen duurt het 9 jaar voordat de schors zo dik is, dat er weer kurk van kan worden geoogst.
Er is gestart (2019) met een test van 5000 hectare door de Amorim Group om de tijd van 25 jaar terug te brengen naar 10 jaar. Aan de grens van Spanje bij de Douro worden kurkeiken geplant met een continue-irrigatiesysteem, dat de snelheid van de groei bevordert. De vraag is, hoe de kwaliteit van de kurk zich houdt.
De kurkindustrie wordt algemeen als milieuvriendelijk beschouwd. De duurzaamheid van de productie en het gemakkelijke hergebruik van de kurkproducten en de bijproducten zijn twee van de meest onderscheidende aspecten.

## Eigenschappen
Doordat kurk lucht bevat, is het lichter dan water en warmte-isolerend. Kurk laat vrijwel geen lucht door en is sterk elastisch. Verder is het materiaal antistatisch, geluiddempend en vochtbestendig.
De elasticiteit met de grote waterbestendigheid maken van kurk een geschikte grondstof voor flesstoppers, en dan vooral voor wijnstoppers. Kurkstoppers vertegenwoordigen ongeveer 60% van de kurkproductie.
De lage dichtheid van kurk maakt het geschikt als grondstof voor visdrijvers en boeien, evenals voor handvatten van vishengels (als alternatief voor neopreen).
Kurkbladen, vaak het bijproduct van de meer lucratieve kurkstopperproductie, worden gebruikt voor het maken van vloertegels en prikborden.
Kurkgranulaat kan ook gemengd worden in beton. Het mengsel van kurkgranulaat en cement heeft een lage thermische geleidbaarheid en een goede energieabsorptie. Deze composities hebben een dichtheid van 400-1500 kg/m³, een druksterkte van 1-26 MPa en een buigsterkte van 0,5-4,0 MPa.

## Toepassingen

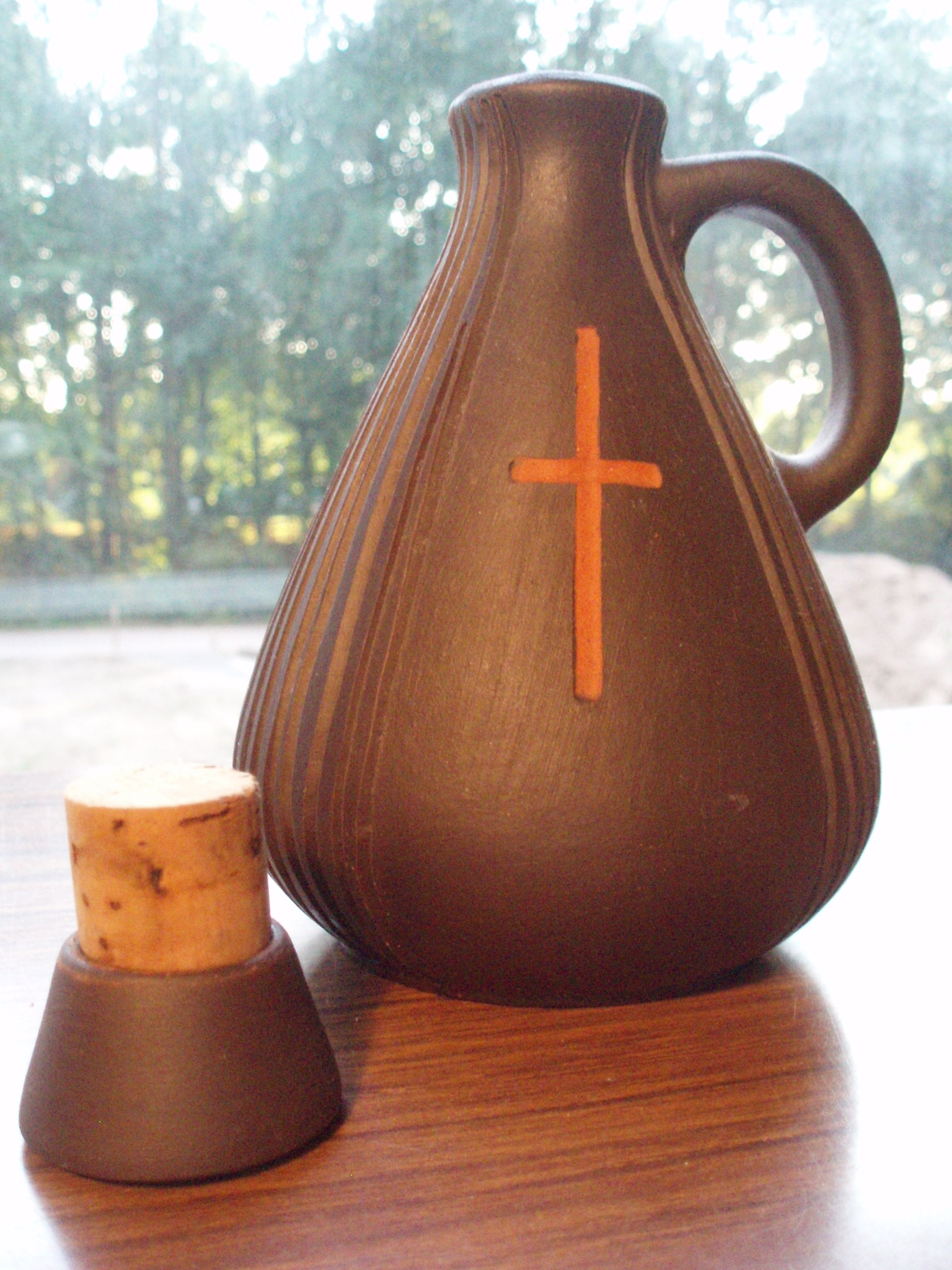
Kurk als afsluiting van een kruikje voor wijwater.

Kurk wordt een enkele keer gebruikt als 'stenen' voor de buitenmuren van huizen, zoals bij het Portugees paviljoen op de Expo 2000. Verder heeft de Portugese postdienst CTT op 28 november 2007 de eerste van kurk gemaakte postzegel ter wereld uitgegeven. Andere toepassingen zijn:
- Isolatie; kurk werd vroeger veel gebruikt als isolatiemateriaal
- Stop voor het afsluiten van een fles of andere verpakking
- Wandbekleding; vanwege de natuurlijke uitstraling en isolerende eigenschap
- Vloerbedekking; onder meer vanwege ecologische, geluiddempende en waterafstotende eigenschappen
- Drijvers, bijvoorbeeld voor dobbers, of om kabels in het water te laten drijven
- Prikbord
- Onderzetters en placemats in de keuken
- Als knutselmateriaal en ter decoratie
- Kurk wordt gebruikt in ruimtevaarttechnologie vanwege zijn brandwerende eigenschappen
- Kleding en accessoires
- Bij de bereiding van inktvis zou een kurk in het kookvocht ervoor zorgen dat het vlees mals wordt.
- Schoenen (in de zolen)
- Meubels van kurk (bijzettafels)
- Kern van honkballen
- Pakkingen in de auto-industrie
- In muziekinstrumenten (tussen de verschillende delen van blaasinstrumenten)
- Kop van een slagwerkstok
- In een dirigeerstokje (baton), vaak is het handvat van kurk gemaakt
- Als achterwand voor terraria, paludaria en aquaria
- Als ondergrond voor de modelbouw, zoals modelspoorbanen
- Verwerking van kurk in het interieur

## Het gebruik als flessensluiting
Kurksluitingen worden op grote schaal gebruikt voor het sluiten van vooral wijnflessen. Het marktaandeel in percentage loopt terug sinds de introductie in de negentiger jaren van synthetische alternatieve wijnsluitingen (de "plastic kurk" en de aluminium schroefdop) maar de verkoop in absolute aantallen stijgt ieder jaar. Door de belangrijke milieuvoordelen van natuurlijke kurk ten opzichte van de alternatieven stijgt ook het marktaandeel van natuurkurksluitingen sinds 2010 weer.
Het onschadelijke maar wat muf ruikende trichloroanisol (TCA) is een van de voornaamste oorzaken van "kurkbesmetting" van wijn. Door verbeterde productiemethoden komt deze besmetting al sinds 2010 niet of nauwelijks meer voor.

## Culturele uitingen met kurk
Kurk is een veelgebruikt materiaal in culturele uitingen. Men kan er in etsen, het gebruiken als decoratieve wandbekleding, als prikbord voor andere culturele objecten. 
De Nederlandse theatermakers Arjan Ederveen en Tosca Niterink werden bekend met hun televisieprogramma Creatief met kurk, waarin het materiaal waarmee gewerkt werd zonder uitzondering kurk was.